# Denis Gascoigne Lillie
Pour les articles homonymes, voir Gascoigne.
Denis Gascoigne Lillie est un zoologiste britannique, né en 1888 et mort en 1963.
Il étudie la zoologie à l’Université de Birmingham et au St John's College (Université de Cambridge) de 1903 à 1910. En 1910, il est zoologiste dans l’expédition en Antarctique conduite par Robert Falcon Scott (1868-1912).

## Liste partielle des publications
- 1915 : Cetacea ... With fourteen figures in the text and plates I.-VIII. 	In: London.-British Museum. British Antarctic (“Terra Nova”) Expedition, 1910. Natural History Report. Zoology. vol. 1. no. 3. 1914, etc. 4º.
- 1914 : avec Sir Sidney Frederic Harmer (1862-1950), List of Collecting Stations ... With four maps. 	In: London.-British Museum. British Antarctic -“Terra Nova”- Expedition, 1910. Natural History Report. (Zoology. vol. II. no. 1.) 1914, etc. 4º.

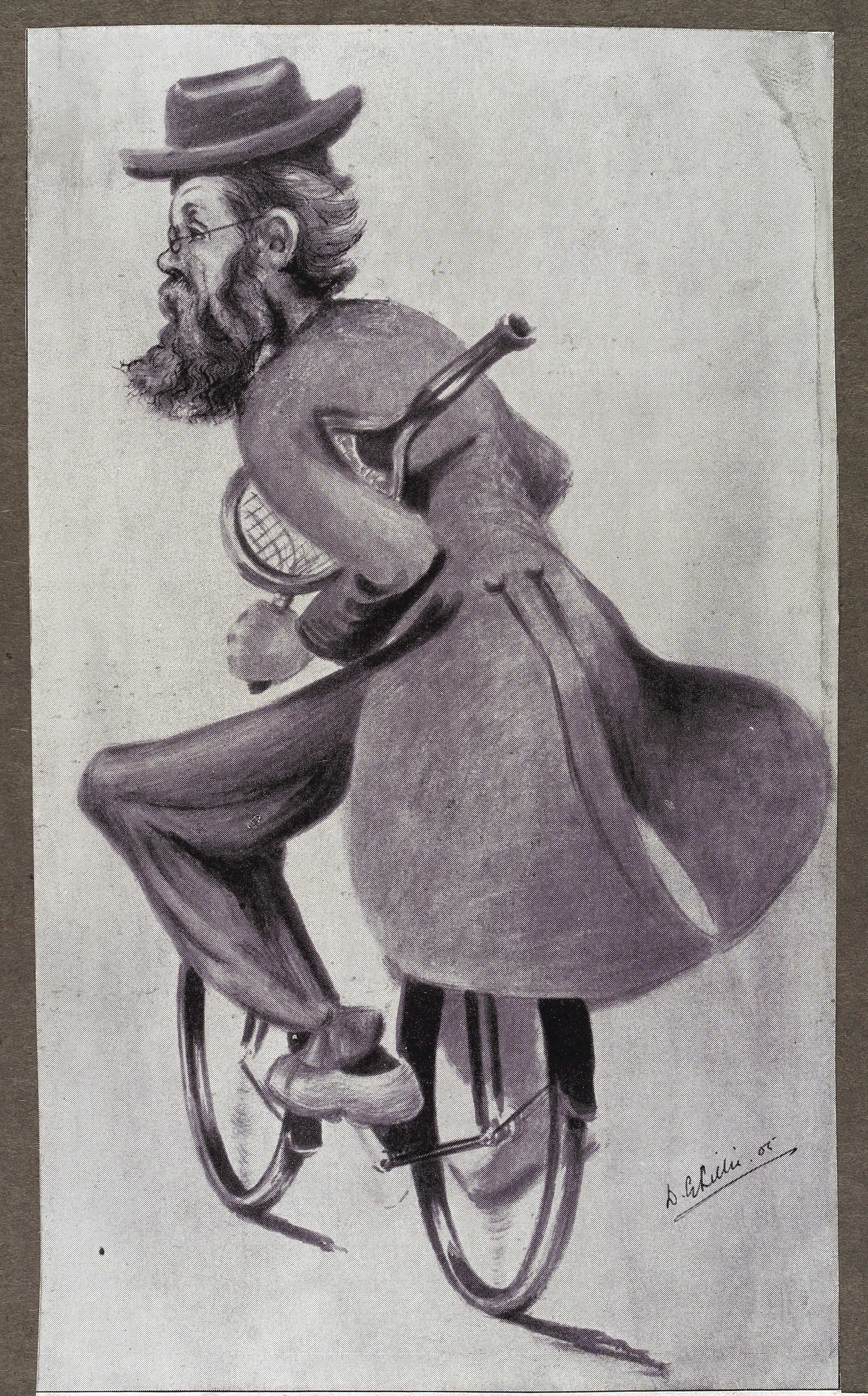
Dessin de Denis Lillie

## Source
- (en) Archives in London and the M25 area